# LOMO

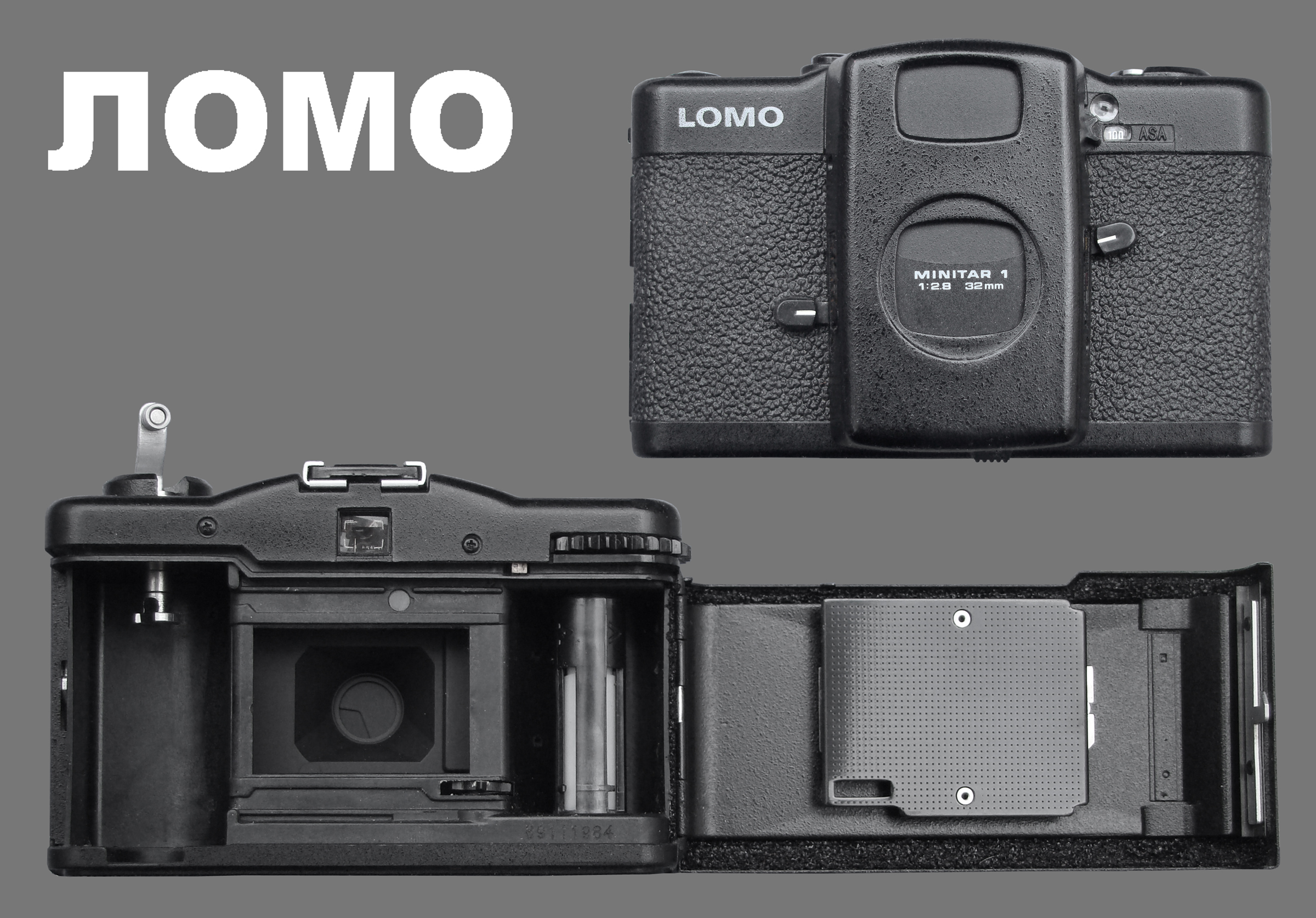
Appareil LOMO, acheté en 1989.

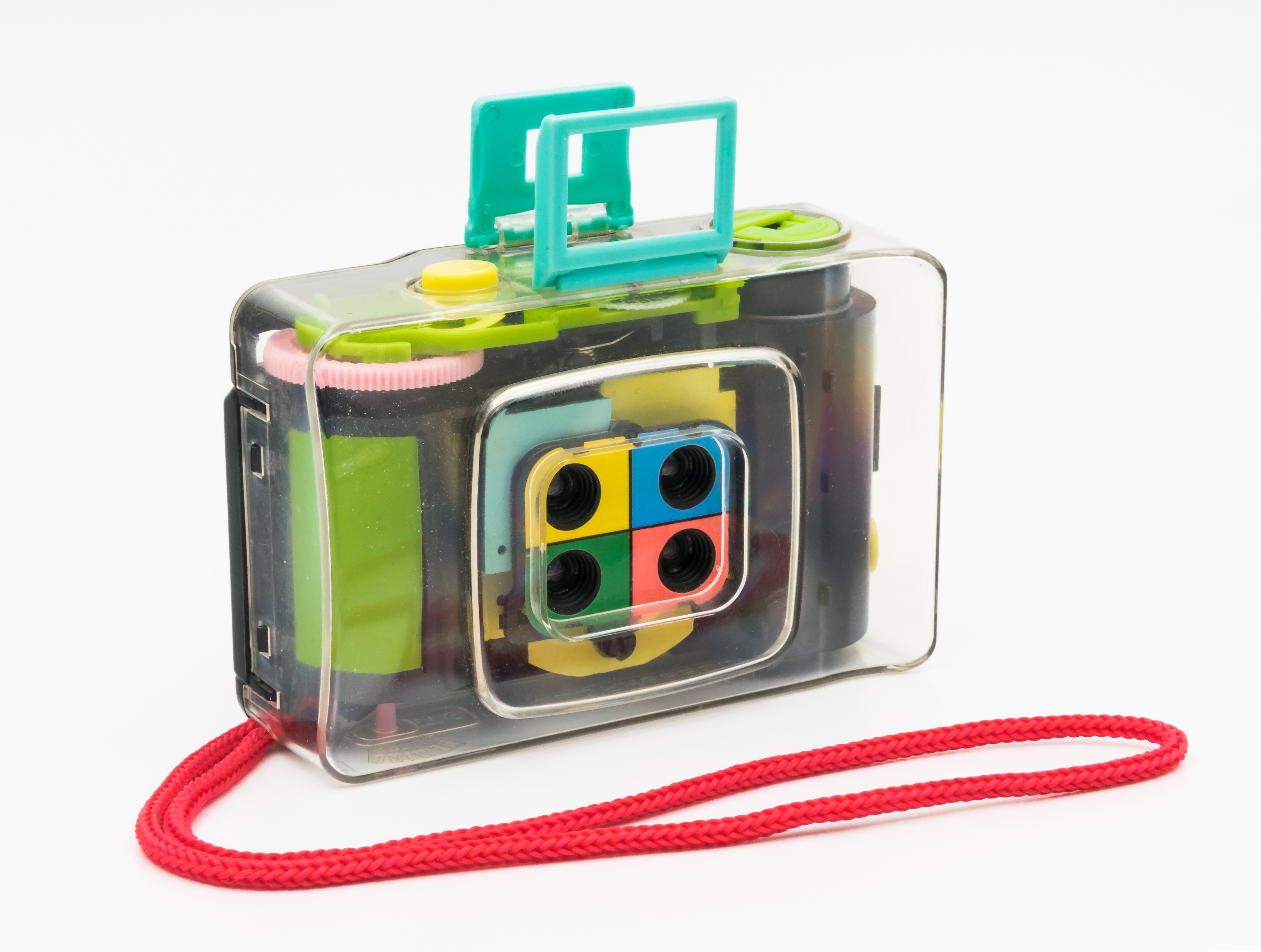
Appareil LOMO, plus « coloré », doté de quatre objectifs..

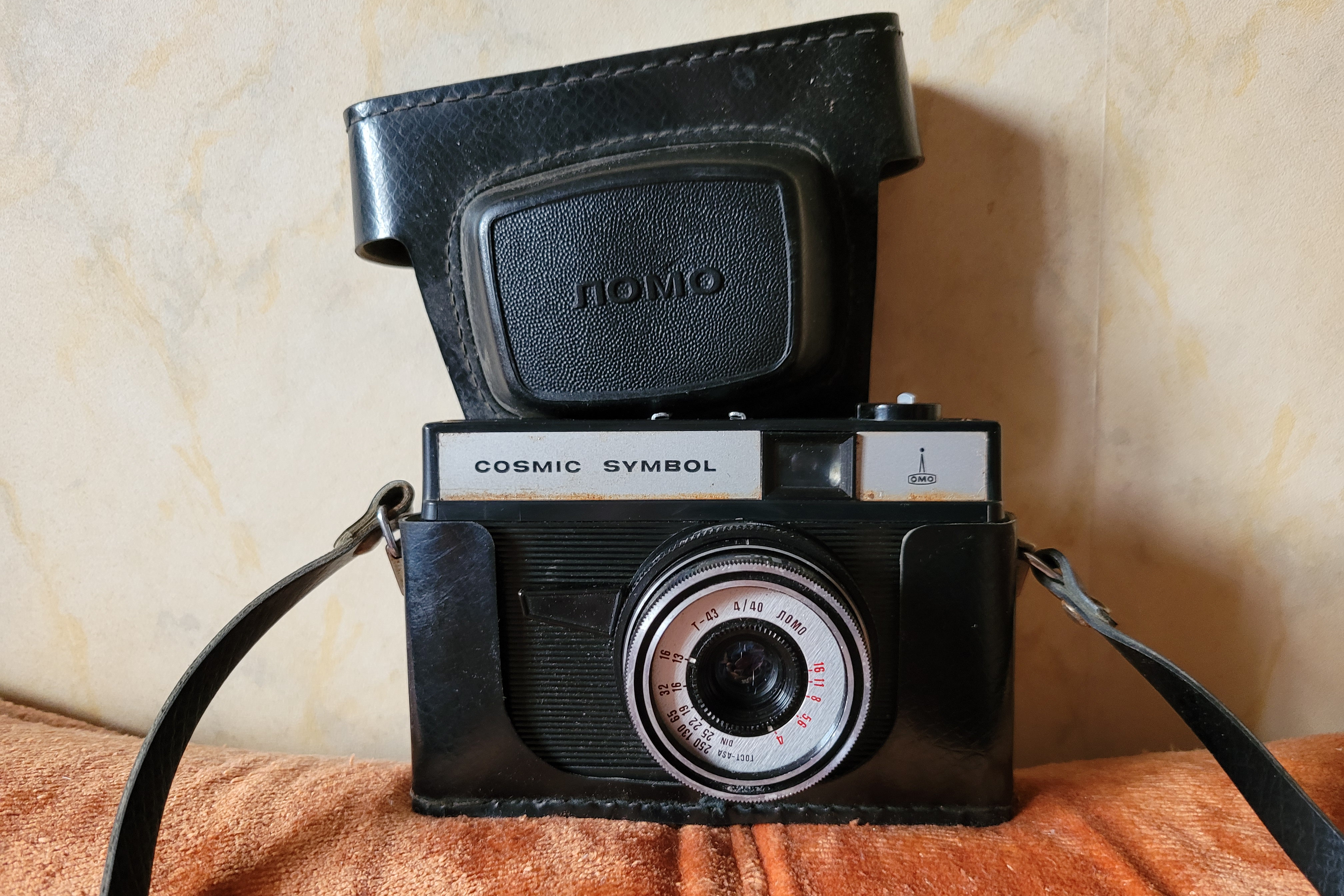
Appareil photo rudimentaire 24 x 36 Cosmic Symbol de la firme russe Lomo fabriqué dans les années 1970.

LOMO (en russe : ЛОМО), acronyme russe de Ленинградское oптико-механическое oбъединение (Leningradskoïe Optiko-Mekhanitcheskoïe Obiedinienie, signifiant Association optico-mécanique de Léningrad), est la principale entreprise russe d'optique instrumentale. Le chiffre d'affaires de la société en Russie en 2018 s'élève à 40,9 millions d'euros.
Localisée à Saint-Pétersbourg, c'était à l'origine une firme franco-russe fondée en 1914. Nationalisée en 1919, elle a pris le nom de GOMZ en 1930, puis celui de LOMO en 1962.
Elle produit ou a produit de l'optique militaire, des microscopes, des endoscopes, des jumelles, des télescopes, des lunettes astronomiques, des instruments scientifiques et médicaux, ainsi que du matériel pour la photographie et le cinéma. Privatisée en 1993, elle a vu ses effectifs passer de 34 000 à 8 500 en dix ans. Elle emploierait 2 800 personnes aujourd'hui. 
Entre autres appareils photographiques, elle a produit le Sport (Спорт, un des tout premiers reflex 24 × 36), le Lubitel (6 × 6 amateur), le Smena, 24 × 36 compact d'initiation et le Lomo LC-A (24 × 36 compact). En 1992, la société autrichienne Lomographische AG initie un mouvement photographique Lo-fi appelé « lomographie » en collaboration avec l'entreprise LOMO.